# Doka GmbH
Doka ist ein Anbieter und Hersteller von Schalungen und Gerüsten. Die Zentrale des 1958 gegründeten Unternehmens befindet sich in Amstetten in Niederösterreich und gehört zu 100% zur Umdasch Group. Weltweit beschäftigt Doka ca. 8.000  Mitarbeiter in 160 Vertriebs- und Logistikstandorten in 58 Ländern (Stand 2024). Ein wesentlicher Teil der Produktion erfolgt im Zentralwerk in Amstetten. Dreischichtplatten werden im Zweigwerk in Banská Bystrica, Slowakei gefertigt. Mit der Übernahme des in Malaysien beheimateten Schalungsunternehmens MFE 2024 verfügt Doka auch über Produktionskapazitäten in Südostasien. Das Leistungsspektrum von Doka reicht von der Bereitstellung von Schalungssystemen und Komponenten für den zivilen Hochbau bis hin zur Bereitstellung von technisch anspruchsvollen und flexiblen Schalungssystemen für den Brückenbau, Tunnelbau, Infrastrukturbau und Hochhausbau. Darüber hinaus werden Doka-Schalungssysteme für architektonisch anspruchsvolle Sichtbetonprojekte eingesetzt, die auf ein besonderes Betonbild Wert legen. Ferner ist das Unternehmen globaler Anbieter von Gerüst-Lösungen für unterschiedlichste Anwendungen.
Referenzprojekte von Doka sind die Danube Flats in Wien (Österreich), das Hard Rock Hotel in Florida (USA), das Infrastrukturprojekt E4 Bypass Stockholm (Schweden), die Metro in Sydney (Australien) sowie das zweithöchste Gebäude der Welt in Dubai (Vereinigte Arabische Emirate).
Der Name „Doka“ leitet sich von den österreichischen Donaukraftwerken (kurz DOKW, gesprochen do-ka-weh) ab, für die in den 1950er Jahren erste Schalungsplatten geliefert wurden.

## Geschichte
1958 wurde die österreichische Doka und drei Jahre später das deutsche Tochterunternehmen gegründet. 1965 entwickelte das Unternehmen eine Großflächenschalung mit nur drei Systemteilen und 1971 die erste Kletterschalung. Im Jahre 1977 wurden Niederlassungen in Brasilien und Kuwait eröffnet. 1985 kam das Rahmenschalungssystem Framax auf den Markt. 1990 wurde ein eigenes Forschungs- und Entwicklungszentrum in Amstetten eingerichtet, das sich laufend mit dem Testen von neuen Materialien (z. B. Betonrezepturen) und mit der Entwicklung zukunftsweisender Produkte und Dienstleistungen befasst.
1999 erreichte Doka erstmals einen Umsatz von 5 Milliarden Schilling und feierte die Eröffnung der bereits 25. Tochtergesellschaft in Slowenien. 2002 übernahm Doka den US-amerikanischen Schalungshersteller Conesco. 2004 wurde in Dubai unter Einsatz von Doka-Schalungen das höchste Gebäude der Welt errichtet, der Burj Khalifa. 2007 konnte (bei 7.000 Mitarbeitenden) erstmals ein Gruppenumsatz von mehr als 1 Milliarde Euro erreicht werden.
2012 entwickelte Doka am Markt befindliche Deckenschalungssysteme weiter und bringt die neue Element-Deckenschalung Dokadek 30 auf den Markt. Im Jahr 2015 übernahm Doka die Herstellung von Schalungsplatten der Wiehag.
2016 wurde mit der Übernahme des Technologieunternehmens B|A|S die Digitalisierung Teil des Geschäftsmodells von Doka. 2018 feierte Doka gemeinsam mit ihrem Mutterkonzern das 150-jährige Bestehen der Umdasch Group.
2020 ging Doka eine strategische Partnerschaft mit dem US-amerikanischen Gerüsthersteller AT-PAC ein, 2023 folgte die 100%ige Übernahme durch Doka. 2025 wurde AT-PAC vollständig in die neu gegründete Schwestergesellschaft von Doka, umdasch Industrial Solutions eingegliedert. 
Seit 1. Juli 2021 ist Robert Hauser Vorsitzender der Geschäftsführung (CEO) von Doka.
Als erster Schalungs- und Gerüstanbieter führte Doka 2022 die Berechnung des CO2-Fußabdrucks all seiner 7.000 Schalungs- und Gerüstprodukte durch.
Im Februar 2024 wurde der malaysische Aluminiumschalungshersteller MFE Formwork Technology übernommen. MFE ist ein Unternehmen mit 2.200 Beschäftigten.

## Produkte

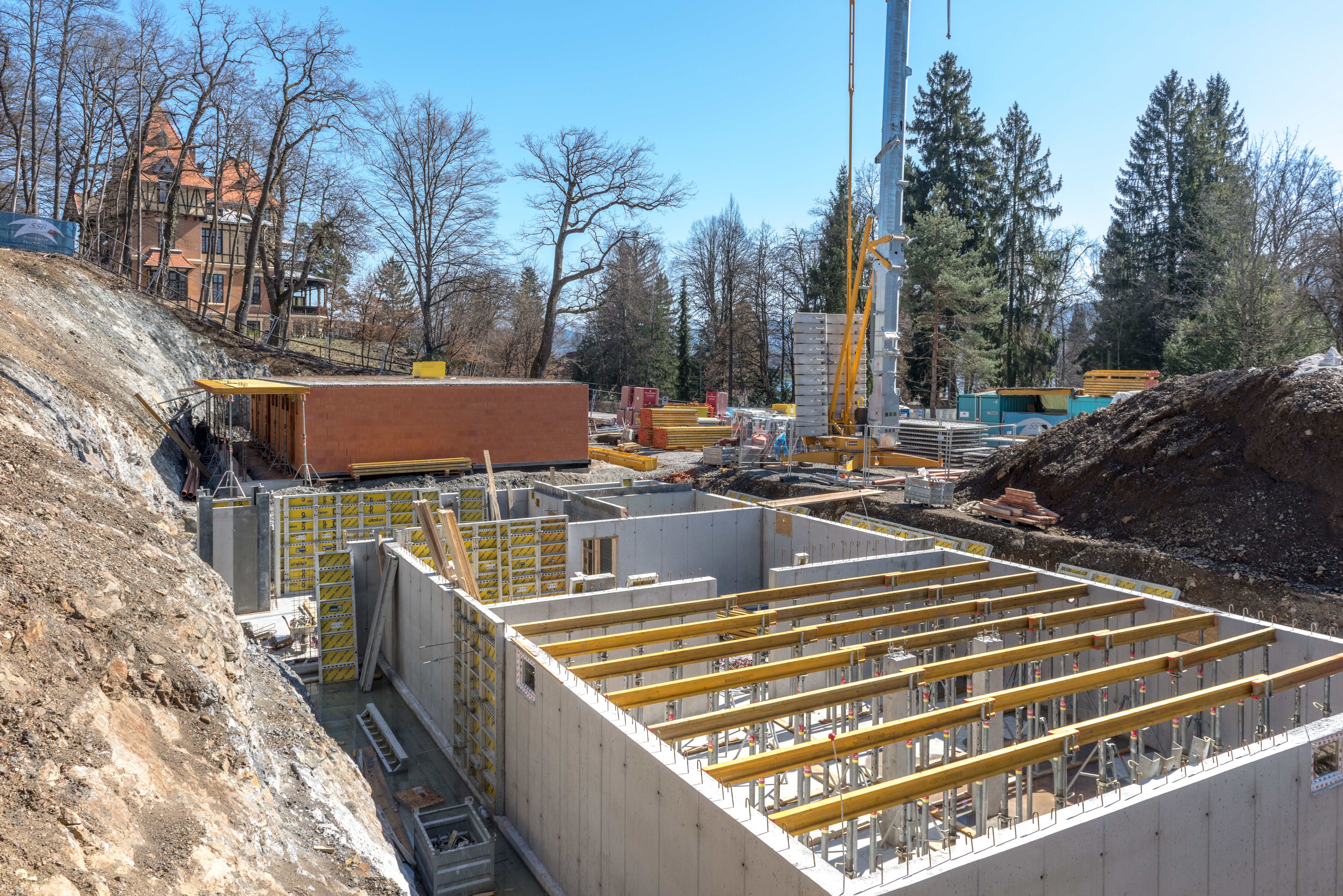
Baustelle mit Schalungselementen von Doka in Pörtschach, Kärnten (2020)

Zum Produktsortiment von Doka gehören Schalungssysteme für Wände und Decken sowie Kletter- und Selbstkletterschalungen. Des Weiteren werden Traggerüste sowie Arbeits- und Schutzgerüste gefertigt.
Neben Herstellung und Vertrieb von Schalungen und Gerüsten übernimmt Doka bei Bedarf auch die Vermietung und Instandhaltung aller benötigten Teile. Weitere Dienstleistungen sind der Sonderschalungsbau und die Durchführung von Schulungen.
Ein weiteres Standbein von Doka sind digitale Lösungen für die Produktivitätssteigerung am Bau. Auf der bauma 2025 stellt das Unternehmen Doka 360 vor - eine integrierte Plattform, die alle zentralen Berührungspunkte im Schalungsprozess digital und durchgängig abbildet – von der Planung über die Bestellung bis zum Materialmanagement und Rücklieferung. Doka spricht von einer Transformation in der Zusammenarbeit zwischen Bauunternehmen und Schalungspartner.

## Nachhaltigkeit
Doka verfolgt das Nachhaltigkeitsziel, Netto-Null-Emissionen bis zum Jahr 2040 zu erreichen.
Im Juni 2024 brachte Doka als Mitglied des Güteschutzverbands Betonschalungen Europa e.V. (GSV) die ersten Mindeststandards für die Berechnung von Product Carbon Footprints (PCF) in der Branche auf den Weg; seither liegen für mehr als 7.000 Doka-Produkte PCF-Daten nach dem neuen GSV-Standard vor.
Als erstes Unternehmen der Schalungs- und Gerüstbranche hat Doka ein Commitment zur Science Based Target initiative (SBTi) abgegeben und lässt die eigenen Nachhaltigkeitsziele nach wissenschaftlichen Kriterien validieren.

## Abgeschlossene Projekte

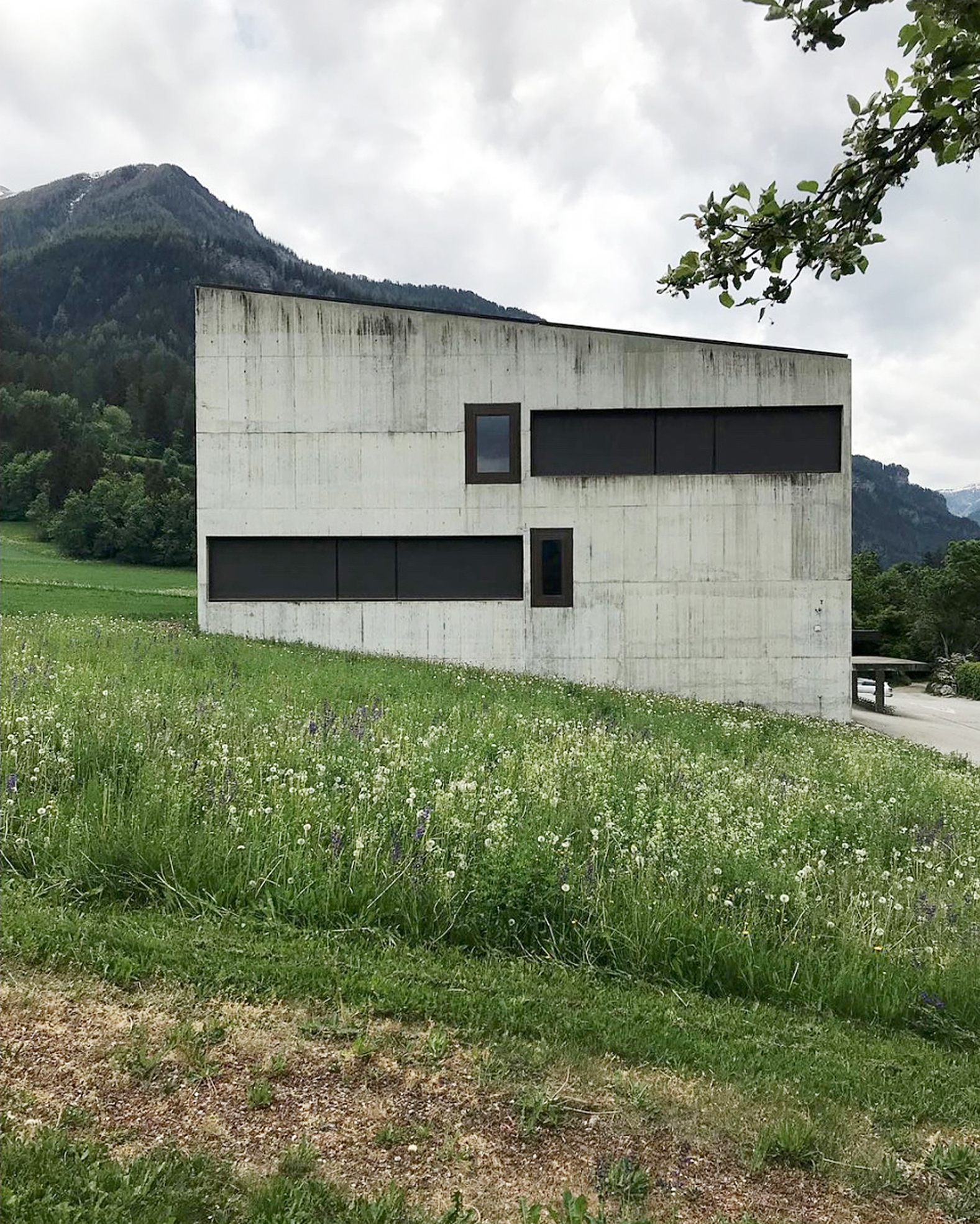
Oberstufenschulhaus Paspels

- 2004 - 2010: Burj Khalifa (Dubai, Vereinigte Arabische Emirate)[20]
- 2008 - 2013: Europäische Zentralbank (Deutschland)[21]
- 2012 - 2015: Lotte World Tower (Seoul, Südkorea)[22]
- 2015 - 2020: Central Park Tower (New York, USA)[23]
- 2016 - 2022: Varso Tower (Warschau, Polen)[24]
- 2016 - 2022: Aftetalbrücke (Bad Wünnenberg, Deutschland)[25]
- 2017 - 2020: Exchange 106 (Kuala Lumpur, Malaysien)[26]
- 2018 - 2021: DC Tower 3 (Wien, Österreich)[27]
- 2018 - 2023: Metro Sydney (Australien)[28]
- 2019 - 2024: Karlatornet (Göteborg, Schweden)[29]
- 2019 - 2025: A16 Brücke Rotterdam (Niederlande)[30]

## Mitgliedschaft
- Güteschutzverband Betonschalungen e. V. (GSV)
- Förderverein Betonschalung (FVBS)
- Verein für Leistungstransparenz bei Betonschalungen (ÖVBS)